# نلو لوردی
نلو لوردی (فرانسوی: Nello Lauredi‎; ۵ اکتبر ۱۹۲۴ – ۸ آوریل ۲۰۰۱) دوچرخه‌سوار اهل فرانسه بود.